# Асористан
Асористан (пехл. 𐭠𐭮𐭥𐭥𐭮𐭲𐭭 Asōristān, Āsūristān; букв. Ассирия) — провинция в Государстве Сасанидов на территории бывшей Ассирии и Вавилонии, существовавшая с 226 по 637 год.

## Название
Парфянское название Asōristān (𐭀𐭎𐭅𐭓𐭎𐭕𐭍; также пишется как Asoristan, Asuristan, Asurestan, Assuristan) известно по надписи Шапура I на Кааба Зороастра и надписи Нарсеха на Надписи в Пайкули. Прилагательное āsōrīg в среднеперсидском значит «Ассириец». Регион также имел несколько других названий, в основном связанных с его ассирийскими жителями: Ассирия, Атура, Bēṯ Nahren (сир. ܒܝܬ ܢܗܪܝܢ), Bābēl / Bābil и Erech / Erāq. После середины VI века он также был назван Хварваран на персидском.
Название Asōristān представляет собой комбинацию слов Asōr («Ассирия») и иранского суффикса -istān («земля»). Парфяне переименовали область Месопотамии в Asōristān, чтобы включить в провинцию территории, которые ранее принадлежали Вавилонии. Это же название было принято сасанидами. Во время Парфянской империи большая часть исторической Ассирии (Атура) пролегала к северу от Асористана, в независимых ассирийских приграничных провинциях Бет Нухадра, Бет Гармай, Адиабена, Осроена и Ашшур, когда эти провинции были завоеваны Сасанидской империей в середине III века н. э., они были вновь включены в Асористан.

## История
Во времена Ахеменидов (550—330 гг. до н. э.) и Парфии (150 гг. до н. э. — 225 гг. н. э.), Ахеменидская Ассирия была известна под староперсидским именем Атура. Асористан, среднеперсидский термин, означающий «страна Ассирии», провинция являлась столицей Сасанидской империи и называлась Дил-и Ираншехр, что означает «Сердце Ирана». Город Ктесифон служил столицей как Парфийской, так и Сасанидской империй и в некоторый период был крупнейшим городом в мире. Основным языком, на котором говорили ассирийцы, был восточный арамейский, который до сих пор сохраняется среди ассирийцев, а местный сирийский язык стал важным средством для сирийского христианства. Ассирийская Церковь Востока была основана в Асористане и являлась важным центром сирийского христианства. Асористан во многом совпадал с древней Месопотамией. Северная граница в какой-то степени неопределенна, но вероятно проходила по линии от Анты до Тикрита. Хира вероятно была самой южной точкой, к северу от Аравии, после чего граница следовала по северной части болот Васита.
Парфяне иногда осуществляли лишь слабый контроль, что позволяло нескольким ассирийским царствам процветать в Верхней Месопотамии в виде независимых Осроены, Адиабены, Бет-Нухадры, Бет-Гармай и частично ассирийскому государству Хатра, и ассириологи, такие как Жорж Ру и Симо Парпола, полагают, что древний Ашшур сам может быть независимым в это время.
Сасанидская империя завоевала эту землю у Парфян в 220-х годах, и к 260 году разрушила независимые ассирийские города-государства и царства, а 3000-летний город Ашшур был разграблен в 256 году. Некоторые регионы, скорее всего, оставались частично автономными до конца четвертого века, и ассирийский царь по имени Синхариб, предположительно, правил частью Ассирии в 370-х годах.
Между 633 и 638 годами регион был захвачен арабами во время арабского завоевания Персии; вместе с Мешаном он стал провинцией эль-Ирак. Асористан полностью перестал существовать к 639 году, положив конец более чем 3000-летнему существованию Ассирии как геополитической структуры, хотя он оставался епархиальной провинцией в рамках сирийского христианства. Столетие спустя область стала столичной провинцией Аббасидского халифата и центром Исламского золотого века на протяжении пятисот лет, с 8-го по 13-й века.
После мусульманского завоевания Асористана продолжался постепенный, но значительный приток мусульманских народов; сначала арабов, прибывших на юг, а затем также включая иранцев (курдов) и тюркские народы в середине и в конце Средних веков.
Ассирийский народ продолжал сохранять свою идентичность, избегая арабизации, тюркизации и исламизации, и составлял большинство населения севера Ближнего Востока до XIV века. Однако массовые убийства, совершенные Тамерланом, существенно сократили его численность и привели к постепенному уходу Ассирийцев из города Ашшур. После этого периода коренные ассирийцы стали этническим, языковым и религиозным меньшинством на своей родине, и таковыми остаются и по сей день.